# 达利特
达利特（羅馬化：dalita意思是「碎散」）在漢語的舊稱為賤民，是南亞次大陸的印度、尼泊尔（卡斯人、廓尔喀）、孟加拉等地區存在的种姓制度中最低的階層。
印度獨立以後，印度最弱勢的社會經濟群體正式用語稱為表列種姓（或譯為在冊種姓），被賦予保留地位、保證政治代表、晉升優先、大學配額、免費且有津貼教育、獎學金、銀行服務、各種政府計劃。在現代文學，在冊種姓的意思經常與達利特全同。
雖然在1947年印度獨立後已立法禁止對低種姓人士的歧视，但社會上對達利特群体的歧視情況依然嚴苛，現今仍持續有達利特人希望借由改信其他宗教來脱離印度教和種姓制度的束縛。
印度憲法第17條已將實踐賤民制度列作非法，若官方機構使用達利特作為標籤，將被全國在冊種姓委員會視作違憲。
達利特一詞涵蓋的範圍模糊，常因地方有所改變。旃陀羅、穆薩哈爾、恰馬爾等族群，在印度可能歸類為賤民。不少地方如尼泊爾甚至有包羅萬象的趨勢，用作指所有被壓迫的人民。
達利特

## 起源與歷史
，
賤民的工作種類多數具有基層性，與死亡、排泄物、血污有關（如任何涉及皮革製品、屠宰或清理垃圾、動物屍體和廢棄物等。賤民亦曾作為勞動力清洗街道、廁所、下水道），從事這些活動被認為是個人污染，這種污染被認為具有傳染性。因此，賤民通常被分開，禁止參與印度教社會生活。例如：他們不能進入寺廟或學校，必需留在村外。印度教從未承認他們是印度教徒（意指不受梵天的庇佑，而非指不受印度教社會的拘束），因他們不是再生族。佛陀的弟子中亦有印度賤民，著名的擔糞人尼提，其身份即為賤民。印度的賤民地位非常的低，他們被視為骯髒的、不可接觸的人，絕對嚴格禁止與其他種姓接觸，甚至常常發生賤民因接觸其他種姓而被虐待甚至殺害的事件。
由於這種賤民制度的嚴苛，使不少被劃分為賤民的人過着苦不堪言的生活。身為賤民，亦阻止了其他人與他們接觸的機會。在印度，有報告一位女子只是因為給了一位達利特人一杯水，而被公公婆婆帶到河裡脫光衣服，並被送到廟裡接受酷刑和悔過的紀錄。
許多印度教精神領袖斷言，雖然種姓制度存在於一些印度教文本，但它僅作為一種分工，並不意味著分層或基於種姓歧視的社會群體。在薄伽梵歌中，克里希纳斷言：一個人的種姓，是由他的責任而不是出身決定。此外印度教經文並沒有提到或存在一個賤民種姓的歧視，因此可能是從長期以來社會階層及宗教習俗中的文化所產生。

## 人物
印度憲法之父阿姆倍伽尔本身就是賤民出身，他在爭取到應有的教育機會之後，成功考取大律師的執照，並受到尼赫魯總理的支持（儘管尼赫魯總理本身是婆羅門），舉辦了多次賤民集體皈依佛教的活動，生前令超過50萬賤民得以脫離種姓制度之枷鎖。

## 人口

根據2011年印度人口普查，按邦和聯盟領土劃分的印度預定種姓分佈圖。

根據2011年印度人口普查。在冊種姓（達利特）社區存在於印度各地，佔該國人口的16.6%。北方邦21%、西孟加拉邦11%、比哈尔邦8%在旁遮普邦佔比最多，約為32%。而米佐拉姆邦最低，大約為零。截至2022年在印度的14億總人口中，達利特階層的人口達到2.3億人。